# Canosa Calcio 1948
L'Associazione Sportiva Dilettantistica Canosa Calcio 1948, nota semplicemente come Canosa, è la principale società calcistica di Canosa di Puglia (BT). Fondata il 15 dicembre 1948 come Società Sportiva Canosa, milita nel girone unico dell'Eccellenza Puglia. 
Ha giocato per gran parte della sua storia nelle serie regionali, disputando per dieci stagioni i campionati interregionali fra i primi anni ottanta e la prima metà degli anni novanta.

## Storia

La S.S. Canosa della stagione 1981-1982, giunta alla semifinale della Coppa Italia Dilettanti.

La Società Sportiva Canosa fu fondata nel 1948; il primo presidente fu Peppino Giuliani. In quello stesso anno iniziò a disputare il campionato regionale di Seconda Divisione, allora l'ultimo livello del calcio italiano.
Rimase nell'ambito del calcio regionale fino al 1980, anno in cui dopo un'annata avvincente in Promozione (a quel tempo massima divisione del calcio regionale), in cui contese la testa della classifica all'US Noicattaro, sopravanzò questa di un punto, ottenendo il primo posto e la promozione in Serie D. All'epoca il presidente della società sportiva era Angelo Notargiacomo, l'allenatore Orlando. Da questo momento la formazione rossoblù alternò più stagioni tra Serie D e Promozione.
Nel 1982 la rappresentativa canosina arrivò alle semifinali della Coppa Italia Dilettanti 1981-1982, dove fu eliminata ai rigori dalla Pro Palazzolo.
Dopo l'ultimo ritorno nel campionato Interregionale nel 1991, nella stagione 1995-1996, la quinta consecutiva nei Dilettanti, chiuse il torneo al terzultimo posto retrocedendo in Eccellenza. Retrocessi ancora, nel 1997, in Promozione, i grifoni hanno avuto alti e bassi fra la stessa Promozione e la Prima Categoria, mancando nel 2009-2010, 2010-2011 e 2015-2016, ai play-off, il ritorno in Eccellenza; nel 2016 hanno vinto la finale play-off ma non sono stati ripescati causa il restringimento di organico dell'Eccellenza pugliese da diciotto a sedici squadre, programmato per la stagione successiva.
Dal 2007 la denominazione sociale è cambiata in Associazione Sportiva Dilettantistica Canosa.
Nel 2017, sotto la presidenza del compianto Pietro Basile, la società ottiene la benemerenza FIGC per l'anzianità di servizio e gli eventi organizzati e promossi nel sociale.
Nel 2021 il club ottiene per ripescaggio il ritorno in Eccellenza, categoria cui mancava da ben ventiquattro anni.
Nel 2023, a seguito di una sentenza sulla gestione finanziaria che ha determinato una multa al sodalizio rossoblù e una penalizzazione sul campo di 9 punti, lo stesso club ha cambiato proprietà, fondendosi con l'A.S.D. Minerva di Minervino Murge (BT), con nuova matricola 922744, pur mantenendo il titolo sportivo dell'ASD Canosa. La denominazione è stata quindi modificata in Associazione Sportiva Dilettantistica Canosa Calcio 1948.
Nella stagione 2024-2025 la squadra ofantina termina il girone pugliese di Eccellenza al 5º posto, poi superando la fase regionale dei play-off per la promozione in Serie D. Dopo aver eliminato la Battipagliese alle semifinali nazionali (3-0 in casa dei rossoblù, 4-2 per le zebrette al ritorno), i ragazzi di mister Vincenzo Lanotte perdono in rimonta la doppia finale per effetto del 3-0 subìto dal Gela, dopo aver vinto 2-0 l'andata al San Sabino.

## Colori e simboli

### Colori
Almeno riguardo alle foto e ai filmati di repertorio della squadra dagli anni sessanta in poi visibili in rete, risulta più ricorrente l'utilizzo di maglie con larghe strisce alternate, bipartite o quartate, e non pare esservi una prevalenza fra le due. È stato peraltro ripetuto l'uso di altri motivi, come quello dello scaglione sul petto o le fasce orizzontali alternate.
| 1989-1990 | 1994-1995 | 1995-1996 | 2016-2017 | 2017-2018 |

## Strutture

### Stadio
Il Canosa gioca le partite casalinghe allo "Stadio Comunale San Sabino" (così chiamato in onore del Santo Patrono della cittadina), una moderna struttura con spalti in calcestruzzo armato e campo in erba sintetica, inaugurato il 30 luglio 2007. Quest'impianto era già esistente; è stato modificato per renderlo conforme alle nuove norme sugli impianti sportivi e dotare Canosa di uno stadio più adatto ai tempi.
Prima dell'apertura del nuovo stadio, veniva usato lo stadio comunale "Sabino Marocchino" che deve il suo nome al primo soldato canosino deceduto nella grande guerra, ora demolito.

## Palmarès

Il Canosa nella stagione 1980-81, in Serie D (presente in foto l'attore canosino Lino Banfi).

### Competizioni regionali
- Promozione: 3

1979-1980 (girone A), 1984-1985 (girone A), 1990-1991 (girone A)
- Prima Categoria: 2

1978-1979, 2004-2005 (girone A)

### Onorificenze
- Diploma di Benemerenza della FIGC, per l'anzianità di servizio e gli eventi organizzati e promossi nel sociale

2017

## Statistiche e record

### Competizioni nazionali
| Livello | Categoria                       | Partecipazioni | Debutto   | Ultima stagione |
| ------- | ------------------------------- | -------------- | --------- | --------------- |
| 5°      | Serie D                         | 1              | 1980-1981 | 1980-1981       |
| 5°      | Campionato Interregionale       | 5              | 1981-1982 | 1991-1992       |
| 5°      | Campionato Nazionale Dilettanti | 4              | 1992-1993 | 1995-1996       |

## Tifoseria

### Storia

L'inizio della gara Avigliano-Canosa nel Campionato Nazionale Dilettanti 1993-1994; i pugliesi occupano il lato destro del campo, in maglia quartata rossoblu.

La tifoseria canosina si compone di due gruppi organizzati: la vecchia guardia 2018, nati nel 2018, e la brigata rossoblu, nata invece nel dicembre 2024. In passato gruppi storici sono stati i Fedayn e la Vecchia Guardia 1948, quest'ultima attiva tra gli anni '90 e 2000 fino allo scioglimento registratosi nel 2019.

### Gemellaggi e rivalità
I derby più sentiti dalla tifoseria canosina è quello con l'Audace Cerignola, e Trani data anche la vicinanza tra le città, mentre un'altra rivalità coinvolge la curva del Lucera. Sono invece ottimi i rapporti con gli ultras del Corato, con i quali è stato sancito un gemellaggio, Manduria, Galatina e Barletta. 